# Carole-Anne Kast

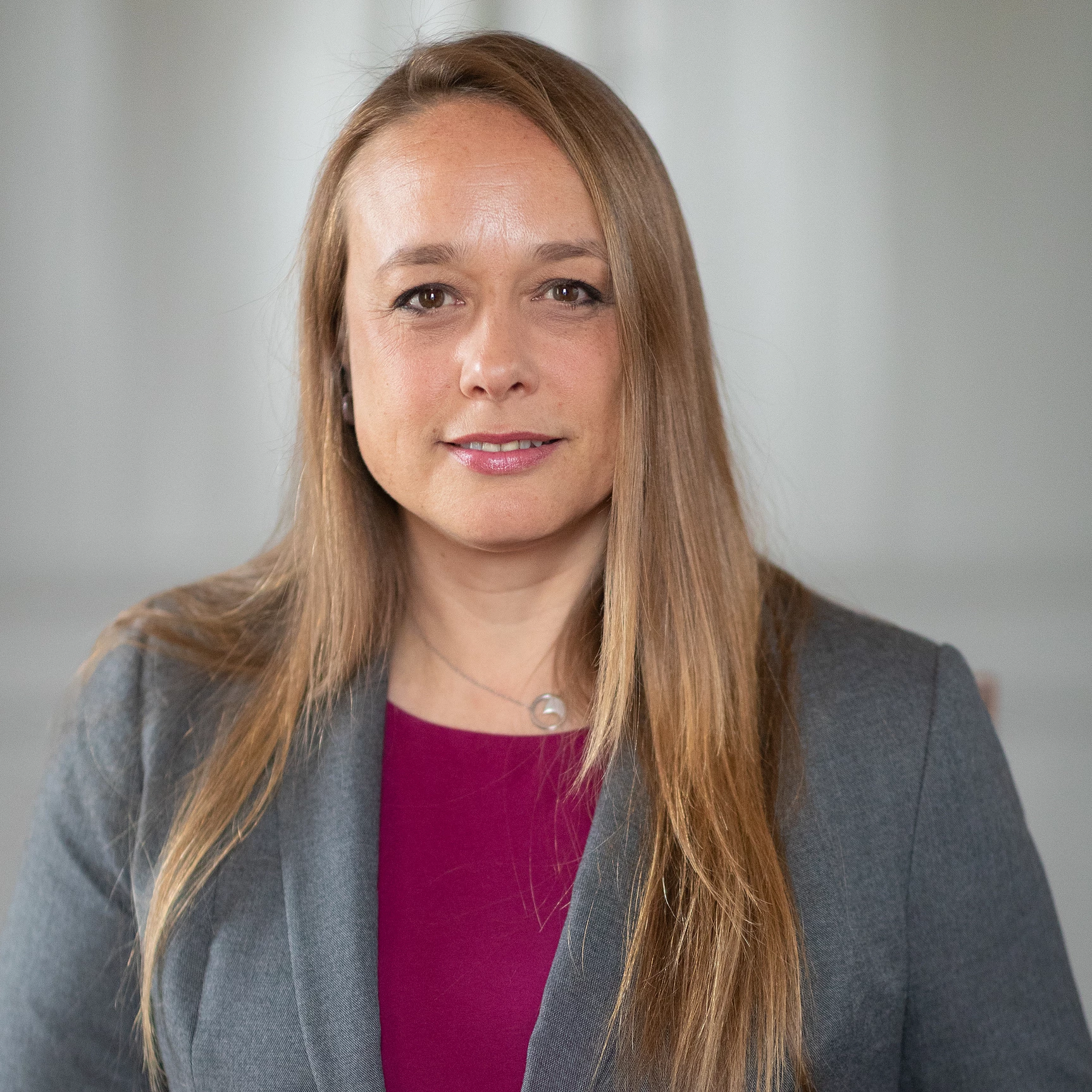
Carole-Anne Kast (2021)

Carole-Anne Kast (* 7. Dezember 1974 in Genf; heimatberechtigt ebenda) ist eine Schweizer Politikerin (SP) und Juristin. Seit 2023 ist sie Staatsrätin des Kantons Genf und leitet das Département des institutions et du numérique.

## Werdegang
Kast studierte Rechtswissenschaften an der Universität Genf; ihren Bachelor erwarb sie dabei 1996, ihren Master 2000. Von 1996 bis 2001 arbeitete sie als Assistentin am Département für Strafrecht an ihrer Alma Mater, von 2000 bis 2004 war sie zudem parlamentarische Assistentin für die Genfer SP. Anschliessend arbeitete sie bis 2007 als Juristin für den Schweizerischen Mieterinnen- und Mieterverband. Zudem amtierte sie von 2004 bis 2019 als Generalsekretärin für den Rassemblement pour une politique sociale du logement (Versammlung für eine soziale Wohnpolitik).
Ihre politische Karriere begann 1999 als Gemeinderätin von Onex (bis 2005). Von 2007 bis 2023 amtierte sie in dessen Stadtregierung und amtierte währenddessen sechsmal als Stadtpräsidentin. Dreimal wurde sie zudem in den Grossen Rat des Kantons gewählt: Im November 2005 amtierte sie zum ersten Mal als Abgeordnete, wurde aber im Juni 2007 von Pablo García abgelöst, um ihr Amt in der Stadtregierung von Onex anzutreten. Auch 2018 wurde sie in den Grossen Rat gewählt, aber kurze Zeit später durch Martin Staub ersetzt, da ihre Partei ein Doppelmandat nicht gestattete. Im April 2023 erlangte sie erneut eine Mandat im Grossen Rat, wurde aber am 30. April 2023 in den Staatsrat gewählt und gab ihr Mandat somit im Mai an Diego Esteban ab.
Von 2014 bis 2018 war sie Präsidentin der Genfer SP. Sie war oder ist Präsidentin für verschiedene Vereinigungen, darunter für die Fondation immobilière de la Ville d'Onex (2008–2023), für die Groupement intercommunal pour l’accueil familial de jour Rhône-Sud (2011–2023) und Fondation HBM Emma Kammacher (2018–2023).